# Monteverdia manabiensis
Monteverdia manabiensis es una especie de planta de flores perteneciente a la familia Celastraceae. Es endémica de Ecuador. Está considerada en peligro de extinción por pérdida de hábitat. Su hábitat natural son las tierras bajas húmedas de regiones tropicales y subtropicales.

## Hábitat
Es un arbolito endémico de Ecuador. Descubierto por Henrik Franz Alexander von Eggers en el siglo XIX y no se registra de nuevo en los últimos 100 años. Eggers registró la especie en dos ocasiones en lugares no especificados de la provincia de Manabí, posiblemente cerca de su Hacienda El Recreo cerca de Canoa. Puede estar extinguida debido a la destrucción masiva de los bosques de la provincia y la falta de nuevos registros, a pesar de los inventarios intensivos que se han llevado a cabo en la zona. No hay ejemplares de esta especie que se encuentren en museos ecuatorianos. La destrucción del hábitat es la única conocida amenaza para la especie.

## Taxonomía
La especie fue descrita por primera vez como Maytenus manabiensis por Ludwig Eduard Theodor Loesener y publicada en Repertorium Specierum Novarum Regni Vegetabilis 1: 161 en 1905.
En una revisión taxonómica en 2017, 123 especies anteriormente clasificadas dentro del género Maytenus pasaron a Monteverdia, entre ellas Maytenus manabiensis, por lo que Monteverdia manabiensis fue descrita como tal por primera vez por el botánico brasileño Leonardo Biral et al. y publicada en Systematic Botany 42 (4): 689 en 2017.

#### Basónimo
- Maytenus manabiensis Loes, 1905

#### Etimología
manabiensis: epíteto geográfico que alude a su localización en la Provincia de Manabí.